# 第1猟兵落下傘連隊
第1猟兵落下傘連隊（だいいちりょうへいらっかさんれんたい、1er Régiment de Chasseurs Parachutistes：1er RCP）は、アリエージュ県パミエに駐屯する、第11落下傘旅団隷下のフランス陸軍の空挺連隊である。
兵種は歩兵、伝統的区分は猟兵である。

## 沿革
- 1937年4月1日：ランス (マルヌ県)にて第601航空歩兵群が創設される。
- 1940年8月24日：航空歩兵群は解隊される。
- 1941年7月：アルジェにて旧航空歩兵群の要員を募り第1航空歩兵中隊が新編される。
- 1943年7月：グレートブリテン島にて志願兵で構成される、第1猟兵落下傘大隊が編制。
- 1944年：フェズにて第1猟兵落下傘連隊に改編。米陸軍第82空挺師団から訓練を受ける。終戦まで主に地中海戦線にて活動する。
- 1946年：第一次インドシナ戦争に参加。（～1954年まで）
- 1954年：アルジェリア戦争に参加。（～1962年まで）
- 1983年：レバノンに派遣。
- 1999年：第11落下傘旅団隷下となる。

## 最新の連隊の編成
- 連隊本部
- 本部管理中隊
- 偵察・支援中隊
- 訓練中隊
- 第1中隊
- 第2中隊
- 第3中隊
- 第4中隊
- 予備訓練中隊

### 定員
- 連隊の人員構成は、約1,000名からなる。

### 主な参加作戦
【アフガニスタン紛争】　2001〜2021年
【マリ北部紛争】　2012年〜現在
- 『セルヴァル作戦』に参加。(アンサル・ディーン、AQIMからのマリ北部三州奪還作戦)。2013〜2014年

サヘル地域全域での対テロ作戦を主とした『バルハン作戦』に参加。2015年
- 『アグラブ作戦』に参加。(ニジェールとチャドとの国境監視及び反政府及び犯罪組織の捜索掃討作戦)。2015年4月

4月7日-13日、1RCP50人がニジェール北部のリビア国境サルバドール峠での反政府勢力密輸ルート寸断のため、2eREP90人との空挺降下作戦を実施。
5月14日、サルバドール峠でピックアップ車両を急襲し、3人を殺害。3名を拘束。違法薬物1.5トンを押収。

## 主要装備
- GIAT BM92-G1
- FA-MAS
- FR-F2
- AAT-F1
- AA-52
- 12.7mm重機関銃
- RTF1 120mm迫撃砲
- LLR 81mm迫撃砲
- ERYX
- ミラン
- VAB
- P4
- TRM 4000